# CSI: Las Vegas-i helyszínelők
A CSI: Las Vegas-i helyszínelők (eredeti cím: CSI: Vegas) 2021 és 2024 között vetített amerikai krimi-drámasorozat, amelyet Jason Tracey alkotott. A főbb szerepekben Paula Newsome, Matt Lauria, Mandeep Dhillon, Mel Rodriguez, Jorja Fox, William Petersen, Ariana Guerra, Jay Lee, Lex Medlin és Marg Helgenberger látható.
Amerikában 2021. október 6-án a CBS, míg Magyarországon a Cool TV mutatja be 2023. április 24-én.
2023. február 21-én berendelték a harmadik évadot.
2024. áprilisában törölték a sorozatot.

## Szereplők

### Főszereplők
| Szereplők                | Színész           | Magyar hang        | Leírás                                                                        |
| ------------------------ | ----------------- | ------------------ | ----------------------------------------------------------------------------- |
| Maxine "Max" Roby        | Paula Newsome     | Timkó Eszter       | A Las Vegas-i bűnügyi labor vezetője.                                         |
| Joshua "Josh" Folsom     | Matt Lauria       | Szatory Dávid      | III-as szintű helyszínelő, aki jellemzően az ügyek vezető nyomozója.          |
| Ahalya "Allie" Rajan     | Mandeep Dhillon   | Nádasi Veronika    | II-es szintű helyszínelő, bevándorló, aki Las Vegasba ment követni az álmait. |
| Dr. Hugo Ramirez         | Mel Rodriguez     | Viczián Ottó       | Vezető orvosszakértő.                                                         |
| Sara Sidle               | Jorja Fox         | Agócs Judit        | Törvényszéki tudós.                                                           |
| Gil Grissom              | William Petersen  | Forgács Péter      | Törvényszéki entomológus.                                                     |
| Serena Chavez            | Ariana Guerra     | Bogdányi Titanilla | Gyilkossági nyomozó.                                                          |
| Christopher "Chris" Park | Jay Lee           | Ágoston Péter      | I-es szintű helyszínelő.                                                      |
| Beau Finado              | Lex Medlin        | Varga Gábor        | I-es szintű helyszínelő.                                                      |
| Catherine Willows        | Marg Helgenberger | Szórádi Erika      | Helyszínelő.                                                                  |

### Mellékszereplők
| Szereplők             | Színész             | Magyar hang    | Leírás                      |
| --------------------- | ------------------- | -------------- | --------------------------- |
| Jim Brass             | Paul Guilfoyle      | Sörös Sándor   | Nyomozó.                    |
| Wallace Langham       | David Hodges        | Posta Victor   | Labortechnikus.             |
| Anson Wix             | Jamie McShane       | Maday Gábor    | Korrupt polgári ügyvéd.     |
| Penelope "Penny" Gill | Sarah Gilman        | Pekár Adrienn  | Helyszínelő.                |
| Nora Cross            | Kat Foster          | Németh Borbála | Belső ügyosztály nyomozója. |
| Cade Wyatt            | Robert Curtis Brown | Rosta Sándor   | Seriffhelyettes.            |

## Epizódok
| Évad | Évad | Részek száma | Részek száma | Eredeti sugárzás     | Eredeti sugárzás  | Eredeti adó | Magyar sugárzás   | Magyar sugárzás      | Magyar adó |
| Évad | Évad | Részek száma | Részek száma | Évadbemutató         | Évadzáró          | Eredeti adó | Évadbemutató      | Évadzáró             | Magyar adó |
| ---- | ---- | ------------ | ------------ | -------------------- | ----------------- | ----------- | ----------------- | -------------------- | ---------- |
|      | 1.   | 10           | 10           | 2021. október 6.     | 2021. december 8. | CBS         | 2023. április 24. | 2023. május 4.       | Cool TV    |
|      | 2.   | 21           | 21           | 2022. szeptember 29. | 2023. május 18.   | CBS         | 2023. május 5.    | 2023. szeptember 11. | Cool TV    |
|      | 3.   | 10           | 10           | 2024. február 18.    | 2024. május 19.   | CBS         | n. a.             | n. a.                | Cool TV    |

### 1. évad (2021)
| Sor. | Év. | Cím                                                   | Rendező         | Író                                | Premier                              | Nézettség   |
| ---- | --- | ----------------------------------------------------- | --------------- | ---------------------------------- | ------------------------------------ | ----------- |
| 1.   | 1.  | Örökség (Legacy)                                      | Uta Briesewitz  | Jason Tracey                       | 2021. október 6. 2023. április 24.   | 4,12 millió |
| 2.   | 2.  | Holtomiglan-holtodiglan (Honeymoon in Vegas)          | Nathan Hope     | Jason Tracey                       | 2021. október 13. 2023. április 25.  | 3,91 millió |
| 3.   | 3.  | Játék az élet (Under the Skin)                        | Nathan Hope     | Craig O'Neill                      | 2021. október 20. 2023. április 26.  | 3,54 millió |
| 4.   | 4.  | Hulla, szervírozva (Long Pig)                         | Nicole Rubio    | Safia M. Dirie                     | 2021. október 27. 2023. április 27.  | 3,34 millió |
| 5.   | 5.  | Ahogy esik, úgy puffan (Let the Chips Fall)           | Kenneth Fink    | Graham Thiel                       | 2021. november 3. 2023. április 28.  | 3,22 millió |
| 6.   | 6.  | Móka és kacagás (Funhouse)                            | Benny Boom      | Samantha Humphrey                  | 2021. november 10. 2023. április 28. | 3,24 millió |
| 7.   | 7.  | Vér nem válik vízzé (In the Blood)                    | Christine Moore | Marisa Tam                         | 2021. november 17. 2023. április 28. | 3,88 millió |
| 8.   | 8.  | Ami a csövön kifér (Pipe Cleaner)                     | Benny Boom      | Safia M. Dirie & Samantha Humphrey | 2021. november 24. 2023. május 2.    | 4,20 millió |
| 9.   | 9.  | Szárnyra kap a hírnév (Waiting in the Wings)          | Christine Moore | Craig O'Neill & Jason Tracey       | 2021. december 1. 2023. május 3.     | 3,95 millió |
| 10.  | 10. | Itt a vége, fuss el véle! (Signed, Sealed, Delivered) | Kenneth Fink    | Craig O'Neill & Jason Tracey       | 2021. december 8. 2023. május 4.     | 3,55 millió |

### 2. évad (2022–2023)
| Sor. | Év. | Cím                                                 | Rendező             | Író                               | Premier                               | Nézettség   |
| ---- | --- | --------------------------------------------------- | ------------------- | --------------------------------- | ------------------------------------- | ----------- |
| 11.  | 1.  | Tükör által homályosan (She's Gone)                 | Kenneth Fink        | Jason Tracey                      | 2022. szeptember 29. 2023. május 5.   | 3,19 millió |
| 12.  | 2.  | A próbababa (The Painted Man)                       | Sam Hill            | Craig O'Neill                     | 2022. október 6. 2023. május 8.       | 3,24 millió |
| 13.  | 3.  | Egy fegyver története (Story of a Gun)              | Antonio Negret      | Safia M. Dirie                    | 2022. október 13. 2023. május 9.      | 3,24 millió |
| 14.  | 4.  | Koala (Koala)                                       | Claudia Yarmy       | Anthony E. Zuiker                 | 2022. október 20. 2023. május 9.      | 3,61 millió |
| 15.  | 5.  | A veszély középpontjában (In Harm's Way)            | Lin Oeding          | Graham Thiel                      | 2022. október 27. 2023. május 10.     | 3,57 millió |
| 16.  | 6.  | A jégbálvány (There's the Rub)                      | Mario Van Peebles   | Jordana Lewis Jaffe               | 2022. november 3. 2023. május 11.     | 3,14 millió |
| 17.  | 7.  | Kiégés (Burned)                                     | Benny Boom          | Tom Szentgyorgyi                  | 2022. november 10. 2023. május 12.    | 3,46 millió |
| 18.  | 8.  | A Grace-csavar (Grace Note)                         | Gina Lamar          | Erika Vázquez & Siena Butterfield | 2022. december 8. 2023. május 15.     | 3,27 millió |
| 19.  | 9.  | A fehér szobában (In the White Room)                | Kenneth Fink        | Marisa Tam & Graham Thiel         | 2022. december 15. 2023. május 16.    | 3,48 millió |
| 20.  | 10. | Az internet mindent lát (Eyeballs)                  | Allison Liddi-Brown | Ryan Lee                          | 2023. január 5. 2023. május 17.       | 3,36 millió |
| 21.  | 11. | Szuvenír (Trinket)                                  | Ruben Garcia        | Safia M. Dirie                    | 2023. január 12. 2023. május 17.      | 3,43 millió |
| 22.  | 12. | Ha a por elül (When the Dust Settles)               | Rachel Raimist      | Jordana Lewis Jaffe               | 2023. február 2. 2023. május 18.      | 3,80 millió |
| 23.  | 13. | Csont hátán csont (Boned)                           | Erin Feeley         | Dave Metzger                      | 2023. február 9. 2023. május 19.      | 3,82 millió |
| 24.  | 14. | A hármas a szerencseszámom (Third Time's the Charm) | Eduardo Sánchez     | Tom Szentgyorgyi                  | 2023. február 16. 2023. augusztus 31. | 2,93 millió |
| 25.  | 15. | Porból lettünk, porrá leszünk (Ashes, Ashes)        | Stephanie Marquardt | Marisa Tam                        | 2023. március 2. 2023. szeptember 1.  | 3,21 millió |
| 26.  | 16. | Mindenki a földre! (We All Fall Down)               | Ray Daniels         | Craig O'Neill & Graham Thiel      | 2023. március 9. 2023. szeptember 4.  | 3,34 millió |
| 27.  | 17. | Az ígéret (The Promise)                             | Brad Tanenbaum      | Alex Berry & Anthony E. Zuiker    | 2023. március 30. 2023. szeptember 5. | 3,26 millió |
| 28.  | 18. | Darabokban (Fractured)                              | Gina Lamar          | Liz Castricone & Safia M. Dirie   | 2023. április 13. 2023. szeptember 6. | 3,39 millió |
| 29.  | 19. | Halott emlékek (Dead Memories)                      | Pam Veasey          | Craig O'Neill                     | 2023. május 4. 2023. szeptember 7.    | 3,18 millió |
| 30.  | 20. | Magvas gondolatok (Shell Game)                      | Omar Madha          | Marisa Tam                        | 2023. május 11. 2023. szeptember 8.   | 3,29 millió |
| 31.  | 21. | Utolsó kívánság (Dying Words)                       | Jason Tracey        | Jason Tracey                      | 2023. május 18. 2023. szeptember 11.  | 2,76 millió |

### 3. évad (2024)
| Sor. | Év. | Cím                   | Rendező             | Író                                | Premier           | Nézettség   |
| ---- | --- | --------------------- | ------------------- | ---------------------------------- | ----------------- | ----------- |
| 32.  | 1.  | The Reaper            | Brad Tanenbaum      | Jason Tracy és Craig O'Neill       | 2024. február 18. | 4,09 millió |
| 33.  | 2.  | Scar Tissue           | Nicole Rubio        | Jordana Lewis Jaffe                | 2024. február 25. | 4,16 millió |
| 34.  | 3.  | Rat Packed            | Omar Madha          | Marisa Tam                         | 2024. március 3.  | 4,37 millió |
| 35.  | 4.  | Health and Wellness   | Stephanie Marquardt | Tom Szentgyorgyi                   | 2024. március 17. | 4,30 millió |
| 36.  | 5.  | It Was Automation     | Ruben Garcia        | Dave Metzger                       | 2024. március 24. | 4,56 millió |
| 37.  | 6.  | Atomic City           | Kenneth Fink        | Ryan Lee                           | 2024. április 21. | 4,09 millió |
| 38.  | 7.  | Coinkydink            | Safia M. Dirie      | Safia M. Dirie                     | 2024. április 28. | 4,19 millió |
| 39.  | 8.  | The Artist is Present | Gina Lamar          | Gabriel Ho                         | 2024. május 5.    | 4,10 millió |
| 40.  | 9.  | Heavy Metal           | Tom Camarda         | Camille D'Elia                     | 2024. május 12.   | 4,16 millió |
| 41.  | 10. | Tunnel Vision         | Erin Feeley         | Erika Vázquez és Siena Butterfield | 2024. május 19.   | 4,25 millió |

## A sorozat készítése
A CSI: A helyszínelők 2015-ös fináléja után a sorozat készítője, Anthony E. Zuiker azt mondta, hogy a karakterek jövője az lesz, hogy "Grissom és Sara ... [még mindig] az óceánokon hajóznak, ... megmentik a környezetet, ... [gyerekeik lennének, és az emberiség jobbításának szentelnék az életüket. ... Catherine még mindig a bűnügyi labort vezetné, ... [Brass] valószínűleg nyugdíjba vonulna, ... DB pedig valószínűleg a magánszektorban dolgozna Washingtonban. És úgy gondolom, hogy mindezek a karakterek még mindig a bűnügyi vízben tartanák a lábujjukat."
Nem sokkal a franchise utolsó sorozatának, a CSI: Cyber helyszínelőknek a 2016-os megszüntetése után bejelentették, hogy a készítők nyitottak a franchise újjáélesztésére. A CBS Entertainment akkori elnöke, Glenn Geller így nyilatkozott: "Hihetetlenül büszkék vagyunk az összes CSI-sorozatra. Lehet, hogy egy másik inkarnációban visszatér." 2020. február 10-én bejelentették, hogy a CSI: A helyszínelők című sorozat folytatásáról tárgyalnak.
2020. augusztus 10-én bejelentették, hogy a sorozat még mindig fejlesztés alatt áll, immár CSI: Las Vegas-i helyszínelők címmel. Azt is bejelentették, hogy bár eseménysorozatként harangozták be, több évadot sugárzó folyamatos sorozat lehet belőle.

### Forgatás
2020. augusztus 10-én bejelentették, hogy a forgatás a tervek szerint 2020 őszén kezdődik, amikor a Covid19 feltételei lehetővé teszik a hollywoodi gyártás folytatását. 2021. május 4-én kezdődött a forgatás, és 2021. november 4-én fejeződött be Los Angelesben.